# ゲームアツマール
ゲームアツマール（GAMEアツマール）は、ドワンゴが提供するniconicoの自作ゲーム投稿コミュニティサービスだったが、2023年6月28日にサービスを終了した。

## 概要
2016年11月24日に、RPG制作ソフト『RPGツクールMV』公式の自作ゲーム投稿コミュニティサイト『RPGアツマール』としてオープンした。RPGツクールMVの仕様上RPG以外の作品も取り扱えるため、2021年2月4日に、サービス名を『ゲームアツマール』に変更した。2021年5月3日には、オープンソース互換プロジェクトであるEasyRPGを介してRPGツクール2000およびRPGツクール2003の作品に対応した（ただし、仮想コントローラーを使用するため、キーボードでの一部キーに対応しない場合がある）。
扱いとしてはブラウザゲームとなるため、HTML5が利用可能なPC・スマートフォンブラウザで遊ぶことができる。
ニコニコ生放送内でも使用されているスクリプトエンジン「Akashic Engine」に対応している。同エンジンを使用したゲームの場合、「ニコ生ゲーム」として生放送内で遊ぶことも可能。
クリエイター奨励プログラムに対応しており、収益化も可能。後に機能拡張やアイテムを対象にしたゲーム内課金が新たに実装された。
2022年12月20日、2023年6月28日をもってサービスを終了する旨が告知された。同日より、他サイトにゲームを移動させる用途など投稿者向けにゲームプロジェクトファイルDL機能が実装された。
「ニコ生ゲーム」については2023年4月19日に投稿ページが新規に開設予定である。
2023年6月28日12時にサービスを終了した。

## 主なゲーム作品
- 世界一難しいギャルゲ[4]
- いい大人達が本気でゲームをツクってみた ホラーゲーム編
- 松に恋する受粉前～クロマツ・カサマツ編～
- 黒先輩と黒屋敷の闇に迷わない
- OP-TICKET GAME[7]
- 霊感少女は箱の中
- 賭博師は祈らない
- キラプリおじさんと幼女先輩
- だれがエルフのお嫁さま？
- キミガシネ -多数決デスゲーム-[8]
- エンジェリックシンドローム
- SIX SICKS[9]
- ゆりなつ－民宿かがや－[10]
- いきのこれ！ 社畜ちゃん ～ドキドキ炎上社畜ライフ～
- 暗黒騎士団長と青春ガール
- ぶきあつめ ～なんでも武器になるRPG～[11]
- この復讐は決して愛と呼ばせない[12]
- 祈念寫眞-キネンシャシン-[13]
- 異世界の主役は我々だ！
- キリザキ君は。[14]
- ガールズパーティー！[15]
- ブレスコントロールノワール[16]
- 【島生活SLG】ぼくらのアイランド
- ヘビ貿易